# Söderby sjukhus

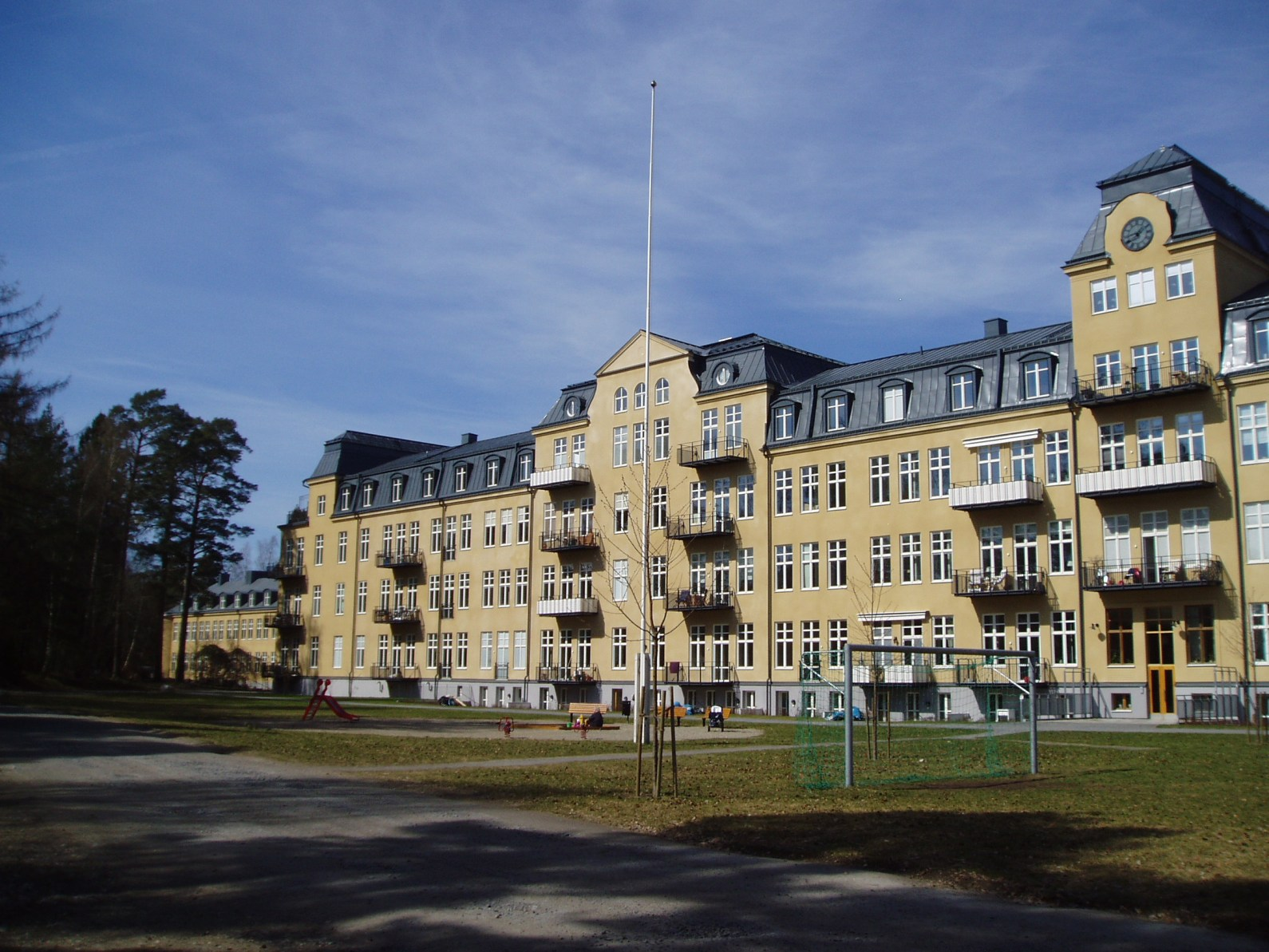
Söderby sjukhus.

Söderby sjukhus är ett tidigare sjukhus i Söderby, Salems kommun, Stockholms län. Sjukhuset uppfördes 1907–1910 av Stockholms stad efter ritningar av Gustaf Wickman som landets största sanatorium. Efter att den lungmedicinska kliniken lagts ned i början av 1970-talet fungerade sjukhuset som långvårdsklinik tills det slutligen lades ned 1988. Sjukhuset har sedan dess till större delen stått tomt, och var mycket förfallet när det slutligen byggdes om till bostäder av NCC under åren 2005–2007.

## Historia
Tuberkulosen var under 1800-talet en sjukdom som skördade många offer. Mot seklets slut hade kampen mot sjukdomen nått så långt att kung Oscar II tog initiativet till en ekonomisk insamling för uppförande av sanatorier. Det första, i Mörsil i Jämtland, stod färdigt 1891. Sanatorierna kom i regel att förläggas till lantliga och skogrika trakter där luften var klar och hälsosam. Detta dels eftersom den tidens behandling gick ut på att ge patienterna så mycket sol och frisk luft som möjligt, samt med tanke på sjukdomens smittsamhet.

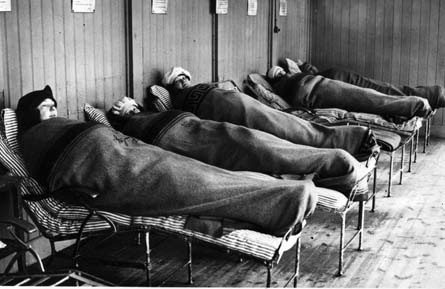
Tbc-patienterna på Söderby sanatorium får frisk luft under en vilotimme i det fria (1927).

Tuberkulosen drabbade allra hårdast städerna, och då framför allt Stockholm. Under början av 1900-talet började Stockholms stad se sig om efter mark för att uppföra ett eget sanatorium. Valet föll på Söderby i Salems sydöstra del, på gränsen till Botkyrka landskommun. Faktorer som spelade in var att staden redan ägde marken, att det fanns goda tågförbindelser, trakten hade ett gott hälsorykte samt att det låg en bra bit bort från staden. Sjukhuset, som fick en för sin tid typisk utformning efter ritningar av arkitekt Gustaf Wickman, började byggas 1907 och stod färdigt tre år senare. Den centralt placerade sjukhusbyggnaden med sin 150 meter långa fasad planerades ursprungligen flankeras av två lika stora vårdbyggnader, vilka emellertid aldrig kom till utförande. Förutom huvudbyggnaden uppfördes ytterligare ett tiotal mindre byggnader, bland annat överläkarvilla, sköterskebostäder, byggnader för administrativa och ekonomiska funktioner, sommarpaviljonger och kapell. Hela sjukhusanläggningen omgavs av en naturpark med inslag av tall och björk och flera promenadstråk. Vårdkapaciteten för hela det nybyggda sjukhuskomplexet var 440 platser. En kyrkogård i anslutning till sjukhuset tillkom 1919 efter påtryckningar från Salems församling. Denna övergick, efter att sjukhuset lades ned 1988, i Salems församlings ägo.
Under de följande årtiondena kom sjukhusets byggnadsbestånd att förändras, bland annat har huvudbyggnaden genomgått förändringar framför allt interiört, men även exteriört. 1926 uppfördes en stor bågformad ligghall (vilken senare avkortats). En ny huvudentré tillkom 1960. Under 1950-talet uppfördes även flera personalbostäder.
Under större delen av sjukhusets verksamma period fanns en mycket aktiv patientförening som ordnade filmföreställningar i sjukhusets egen biograf, satte upp egna teaterföreställningar i kyrksalen/samlingssalen på sjukhusets översta våning, ordnade firande vid olika högtider och så vidare. Patientföreningen upphörde troligen på 1970-talet.
Efter att den lungmedicinska kliniken lagts ned i början av 1970-talet med anledning av sviktande patientunderlag, omvandlades Söderby sjukhus till långvårdsklinik. 1988 beslutade emellertid Stockholms läns landsting att även lägga ned denna. Året innan hade Riksantikvarieämbetet förklarat sjukhusområdet som nytt riksintresse för kulturminnesvård. Efter att sjukhuset avvecklats helt 1989 användes huvudbyggnaden ett par år in på 1990-talet som flyktingsluss, för att därefter lämnas åt sitt öde.

## Sjukhusområdet idag
Idag är flera av de gamla sjukhusbyggnaderna och paviljongerna rivna, till exempel ekonomi- och behandlingsbyggnad liksom kolförråd och likboden vid kapellet. Emellertid restaureras och bevaras en hel del just nu[när?] av byggbolaget NCC för bostadsområdet Söderby Park. Liggverandan vid huvudbyggnaden är riven, men kommer exteriört partiellt att återställas men med ett nytt innanmäte i form av radhus. Den gamla avdelningen för "känsliga" patienter har restaurerats för kommunens räkning, för att sedan säljas till Pysslingen som driver förskola och lågstadium i Söderby sedan hösten 2007. Kompletteringsbebyggelse för skolans ändamål är sommaren 2008 under uppförande längs den blivande Söderby Torgs allé.
Kapellet, exklusive den rivna likboden, är sedan 2007 under renovering och kommer troligen att användas för kafé, utställningar eller annan publik verksamhet. Kapellet är också den enda byggnad på området som har ursprunglig färgsättning med fasad i vit puts.
Den gamla administrationsbyggnaden är renoverad, och har sommaren 2009 tagits i anspråk av Salems kommuns arbetsmarknadsenhet. Kungaparet närvarade för övrigt vid nyinvigningen i juni 2009. Byggnaden har under många år varit putsad i brunt, men var ursprungligen vit med blåmålade fönsterbågar. Numera har byggnaden samma färg som sjukhusets före detta huvudbyggnad, en färg den tidigare aldrig haft.

## Fortsatt utveckling
Byggbolaget har fortsatt att exploatera bostadsområdet Söderby Park, och nu år 2017 uppförs även ett arbetsplatsområde med bland annat lättare industri längs Söderby gårds väg upp mot den gamla begravningsplatsen. Hösten 2008 öppnades den nya infarten från rondellen i korsningen Söderby gårds väg/Skyttorpsvägen, och sedan hösten 2010 går buss 725 genom Söderby Park.
Stadsvillor har uppförts  centralt i Söderby Park, längs allén, och även ett äldreboende har uppförts på andra sidan allén norr om det gamla sjukhusets huvudbyggnad.
Botkyrka kommun har inlett exploatering av området norr om (och så småningom troligen även i) grustaget vid Uttran samt området kring före detta Uttrans sjukhus. Detta, menar man, kan på sikt motivera återetablering av järnvägsstationen i Uttran. Botkyrka kommun ser också att området norr om Uttrans grustag i en framtid skulle kunna användas för att binda ihop Tumba med Salem.